# Yoshi (restaurang)
Restaurant Yoshi Monte Carlo, tidigare Restaurant Joël Robuchon Yoshi Monte Carlo, är en japanskinspirerad gourmetrestaurang som är belägen inne i det femstjärniga lyxhotellet Hôtel Métropole i Monte Carlo i Monaco. Restaurangen grundades i december 2008 och ägdes av den franske stjärnkocken Joël Robuchon.
Restaurangen hade blivit tilldelad en Michelinstjärna men tappade den år 2025 efter att chefskocken Takeo Yamazaki hade lämnat restaurangen.